# Słoneczny Brzeg

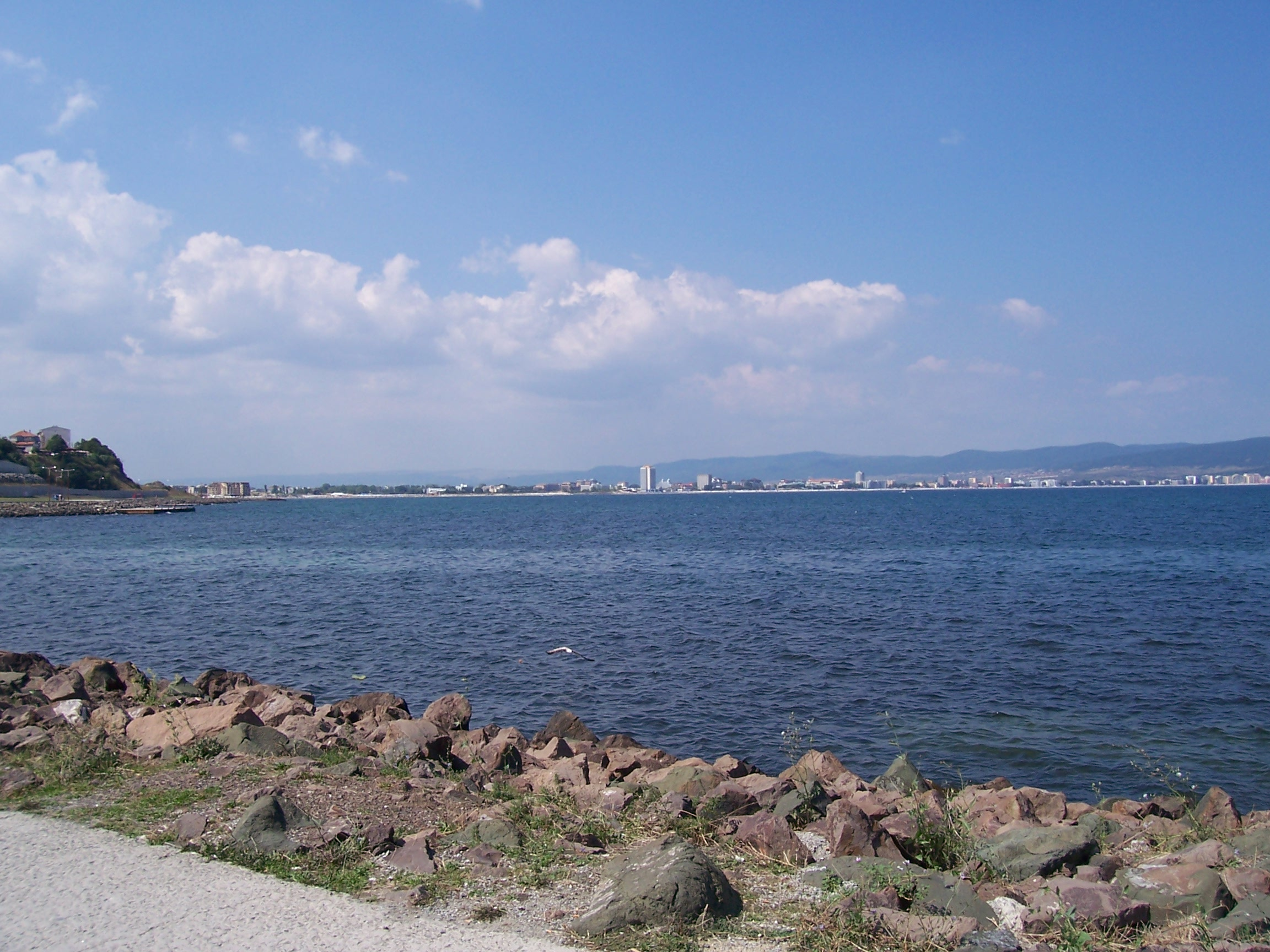
Słoneczny Brzeg

Słoneczny Brzeg (bułg. Слънчев бряг, Słynczew brjag) – bułgarski kurort na wybrzeżu Morza Czarnego, w obwodzie Burgas, w gminie Nesebyr, około 35 kilometrów na północ od Burgasu, ma około 1000 stałych mieszkańców.
Słoneczny Brzeg to największy i najbardziej popularny kurort Bułgarii, z ponad 800 hotelami. Jego budowa rozpoczęła się w 1958 roku, w miejscu, gdzie w starożytności i w średniowieczu znajdowały się studnie, zaopatrujące Nesebyr (staroż. Mesambrię) w wodę.
Kurort jest nazywany Las Vegas Europy Wschodniej. Dyskoteki, kluby, restauracje, parki rozrywki i zespoły hotelowe z basenami oświetlają po zmroku całe wybrzeże. W okolicy znajdują się dwa akwaparki. Kurort połączony jest z Nesebyrem.
W latach 1965–1999 był tu organizowany międzynarodowy festiwal muzyczny muzyki pop Złoty Orfeusz, jedna z ważniejszych imprez muzycznych w krajach bloku wschodniego.

## Galeria zdjęć

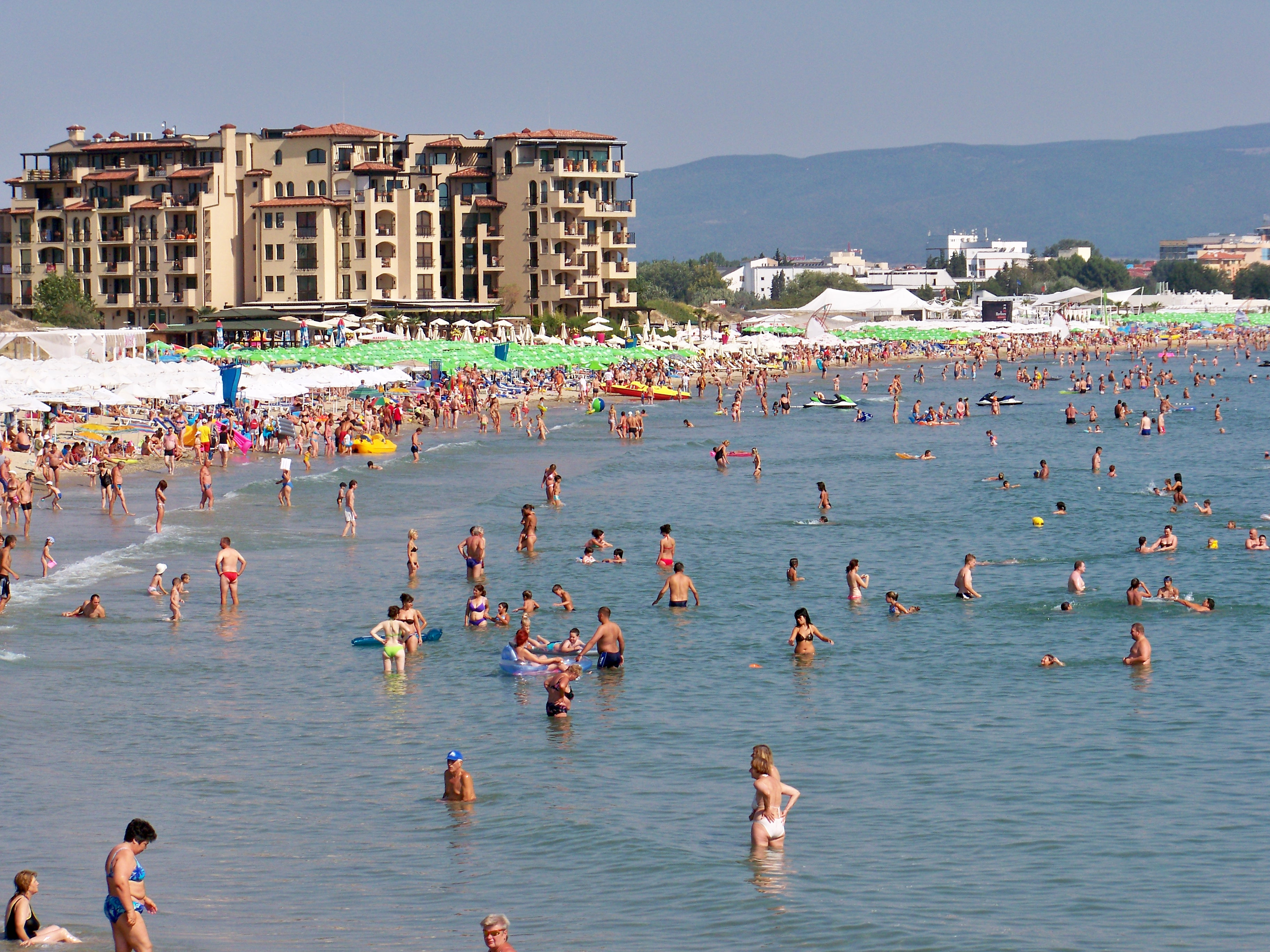
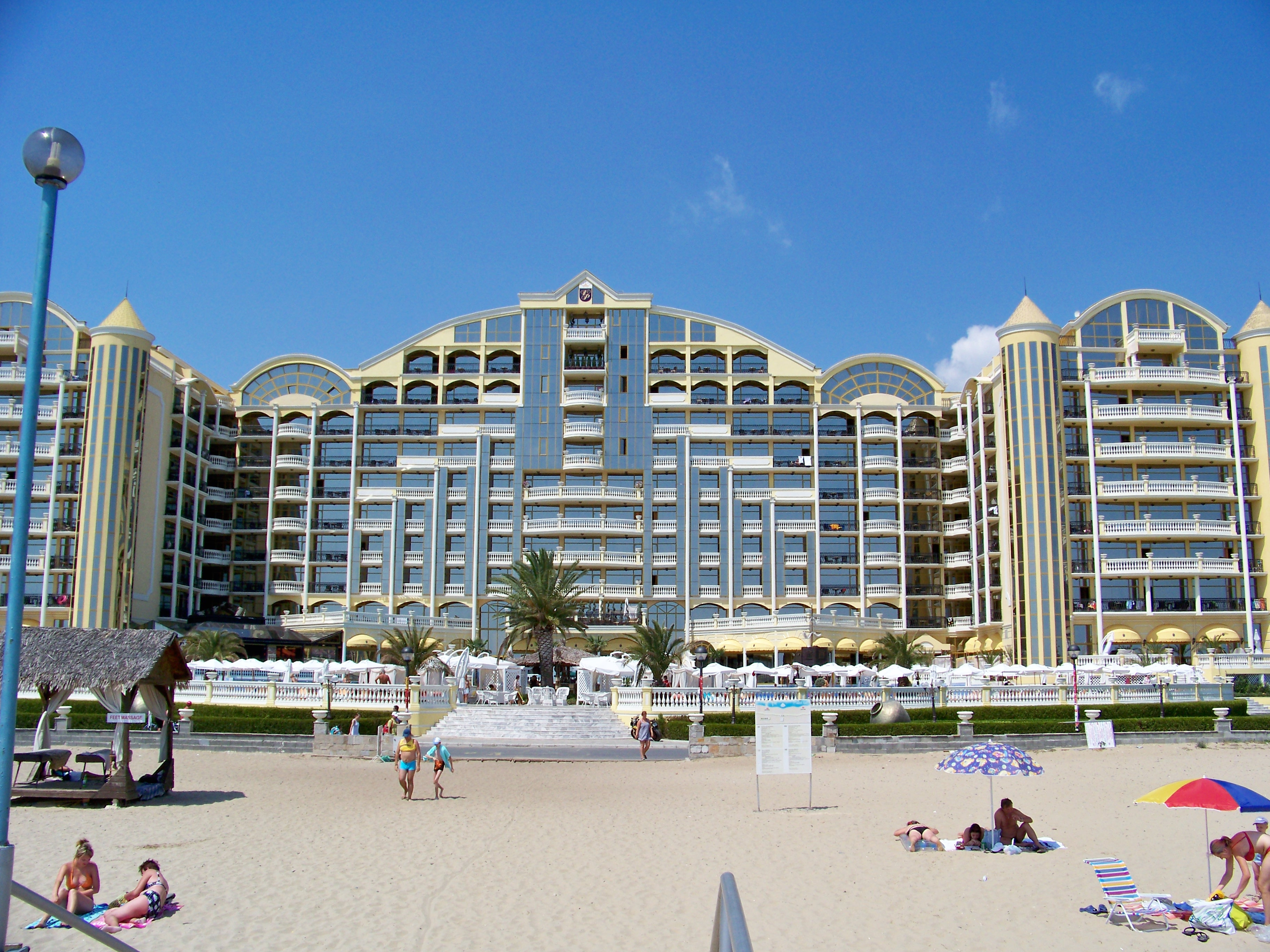
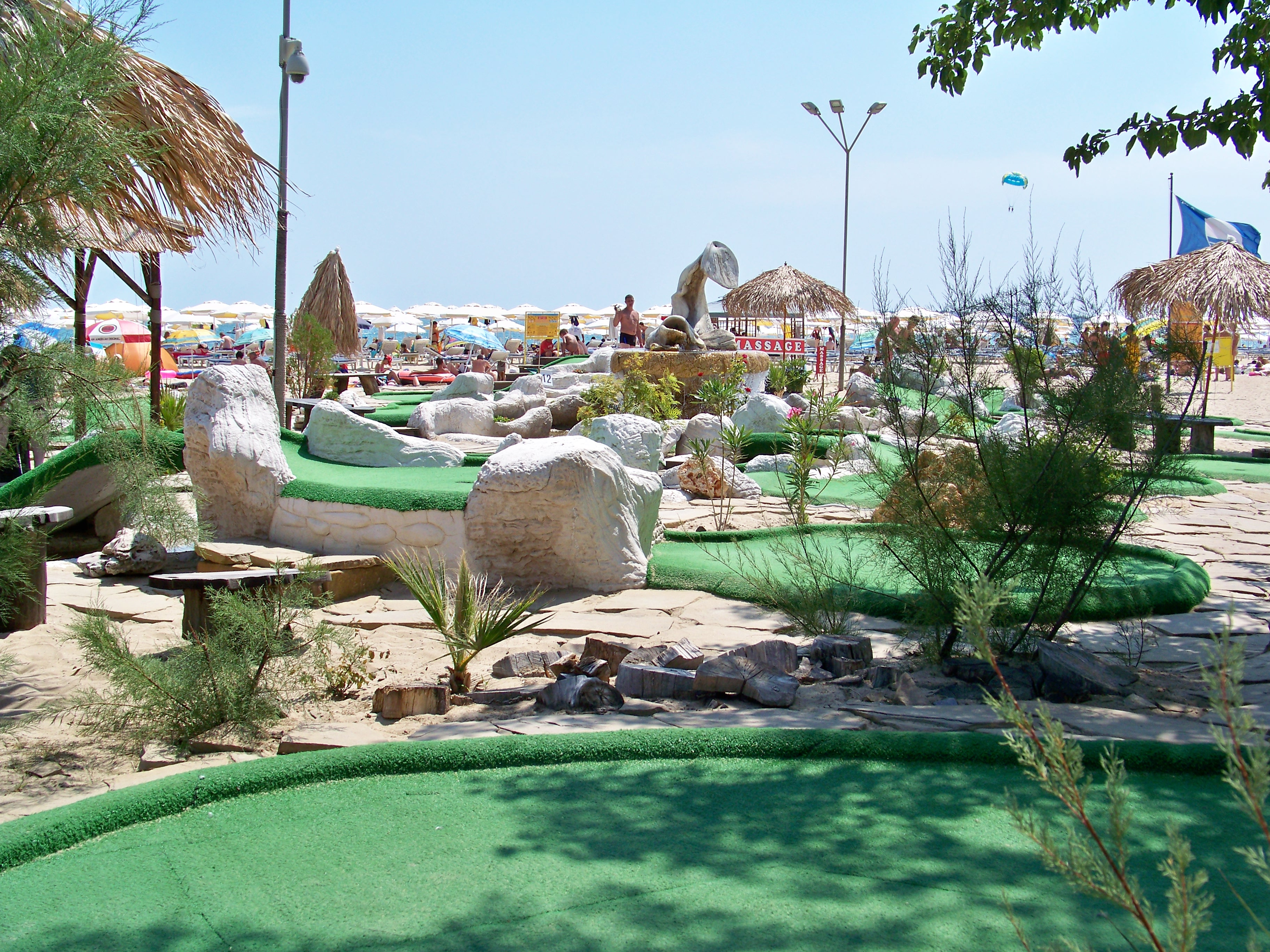
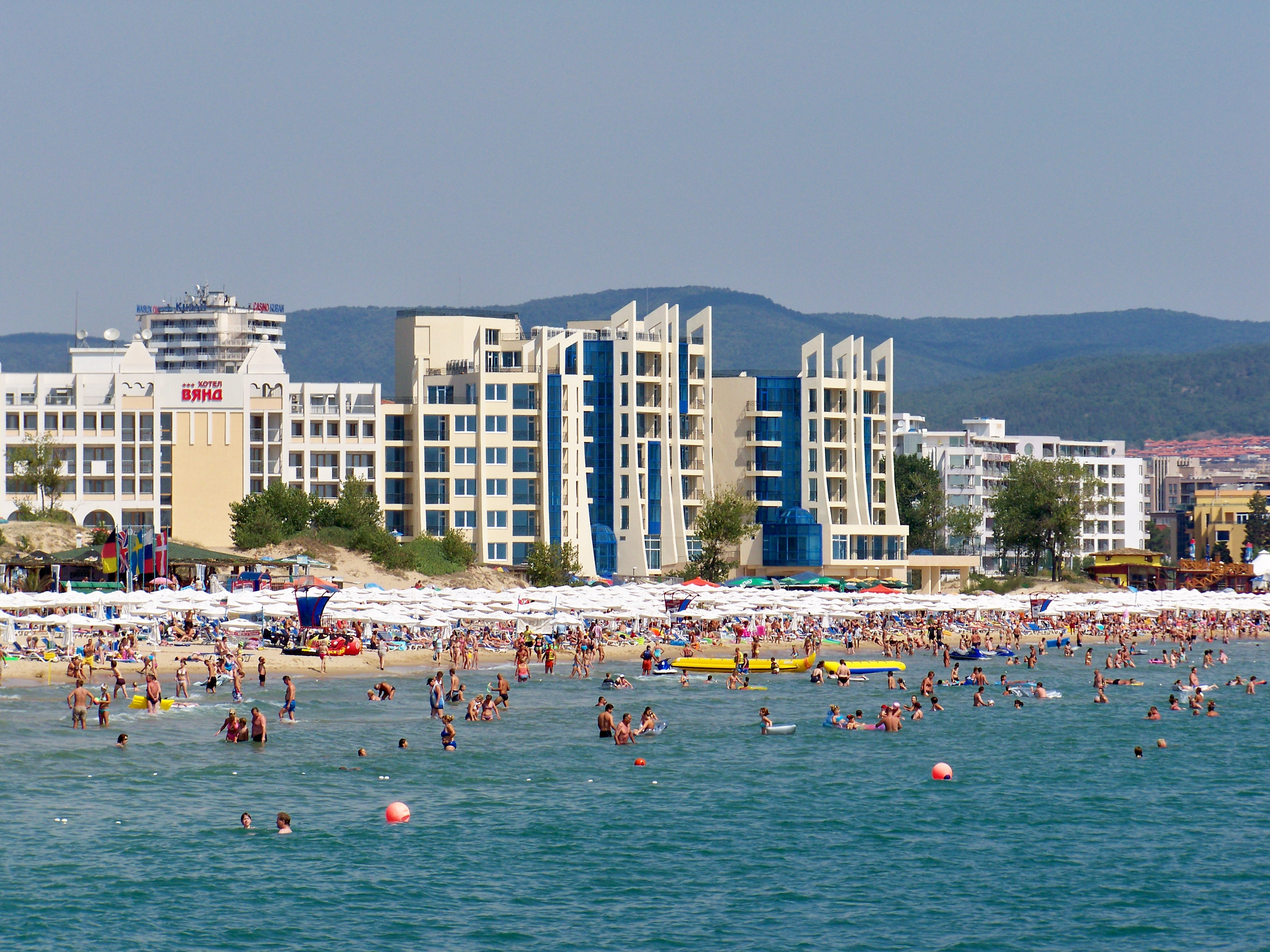
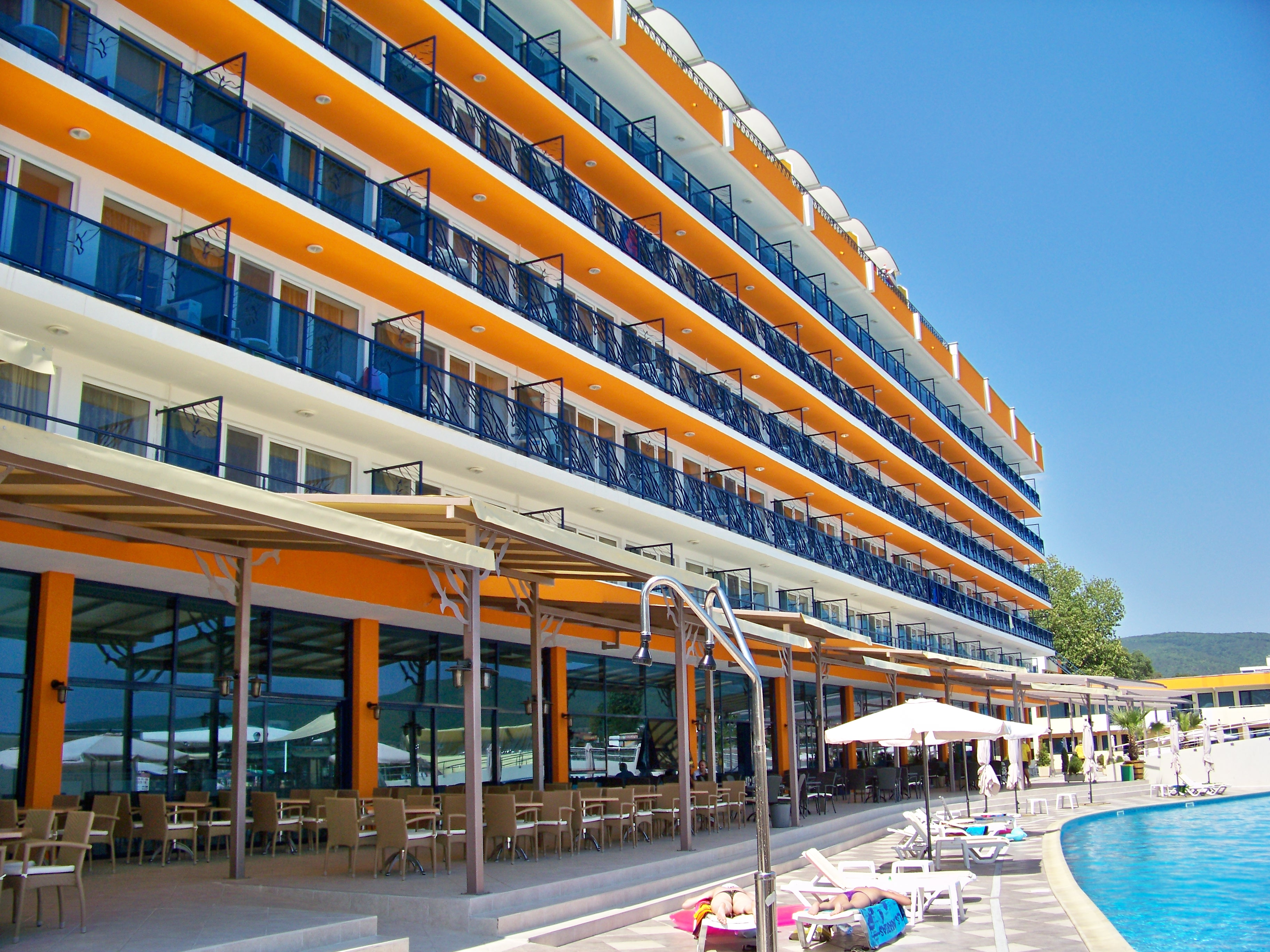
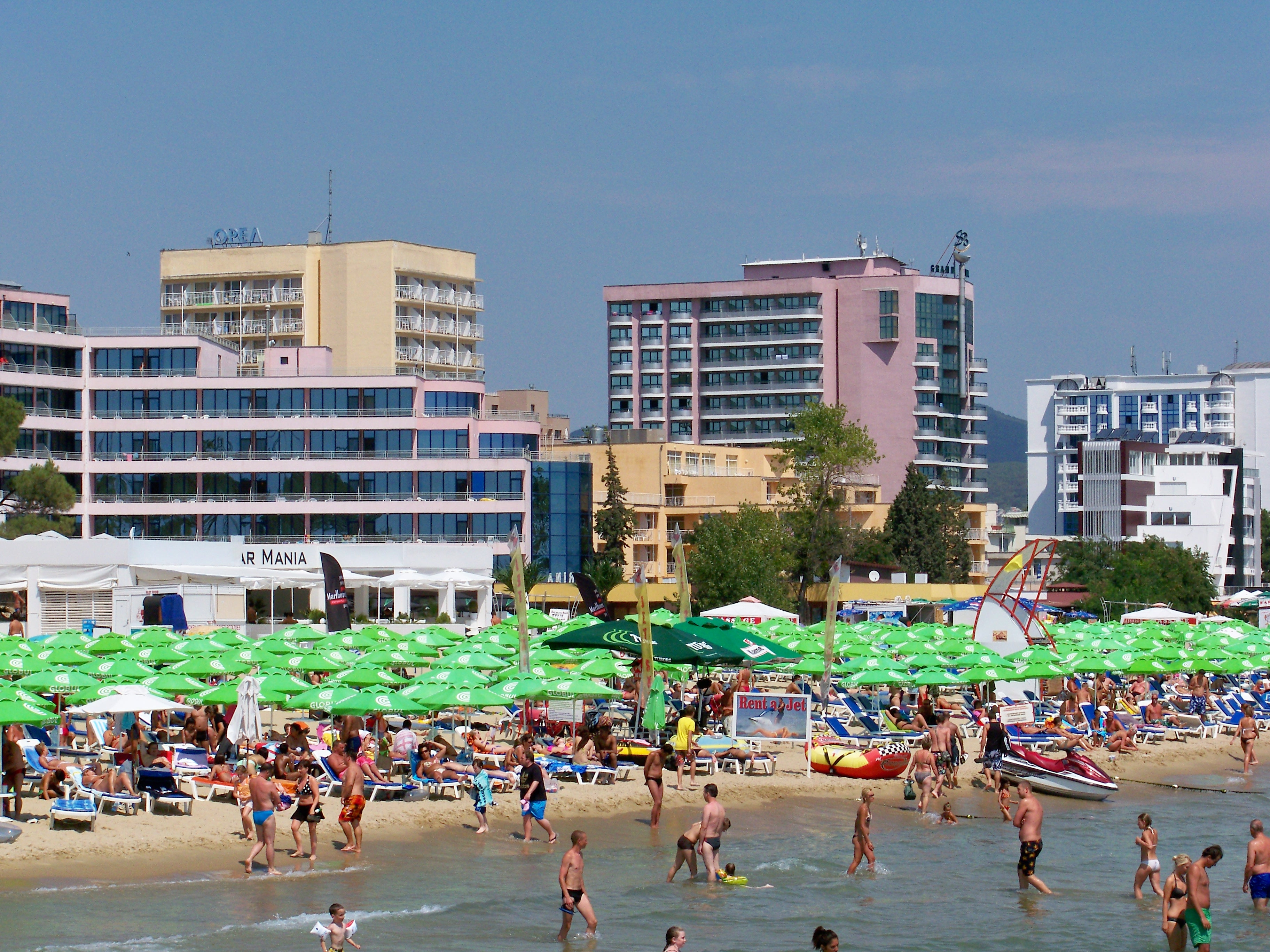
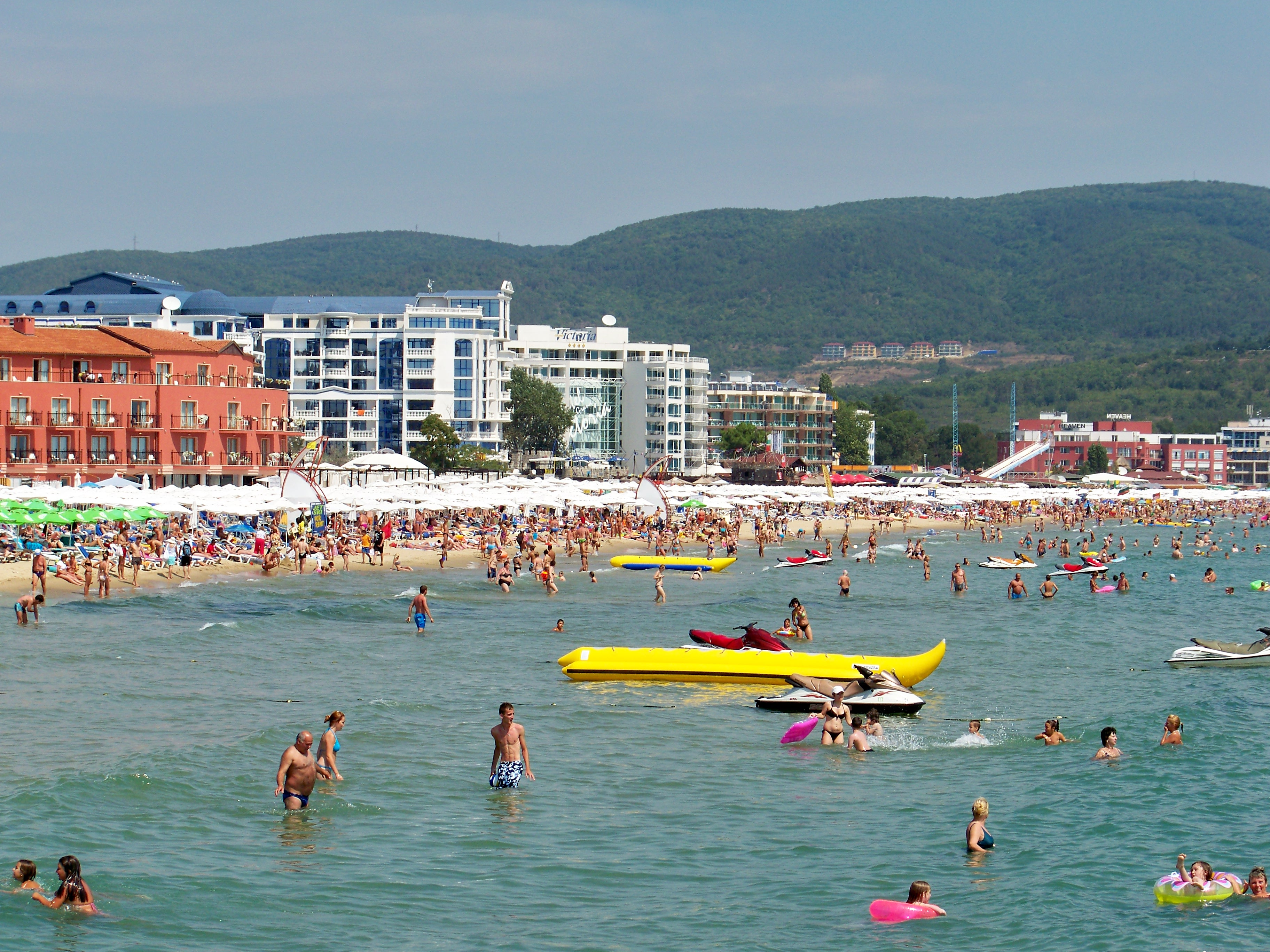
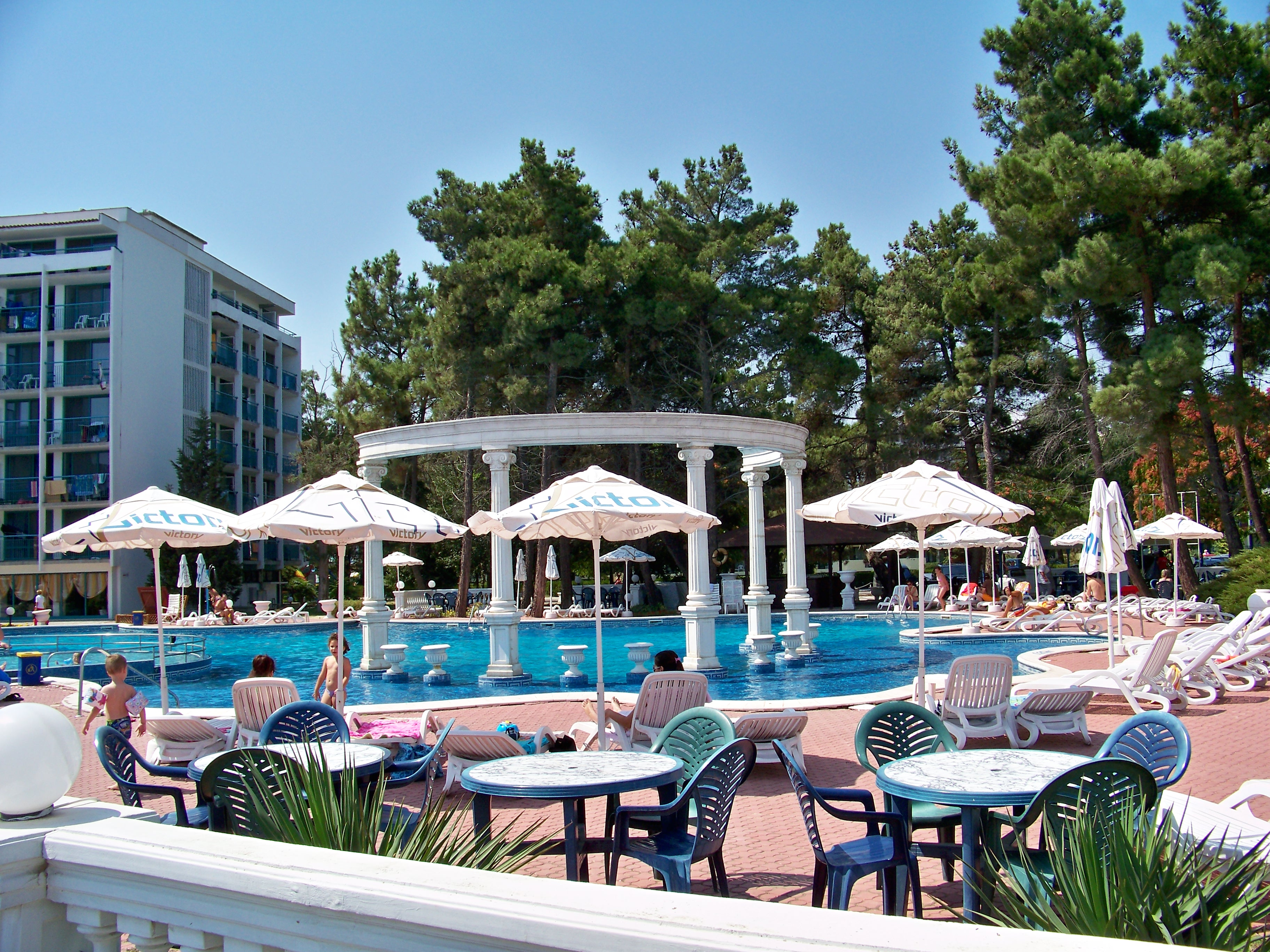
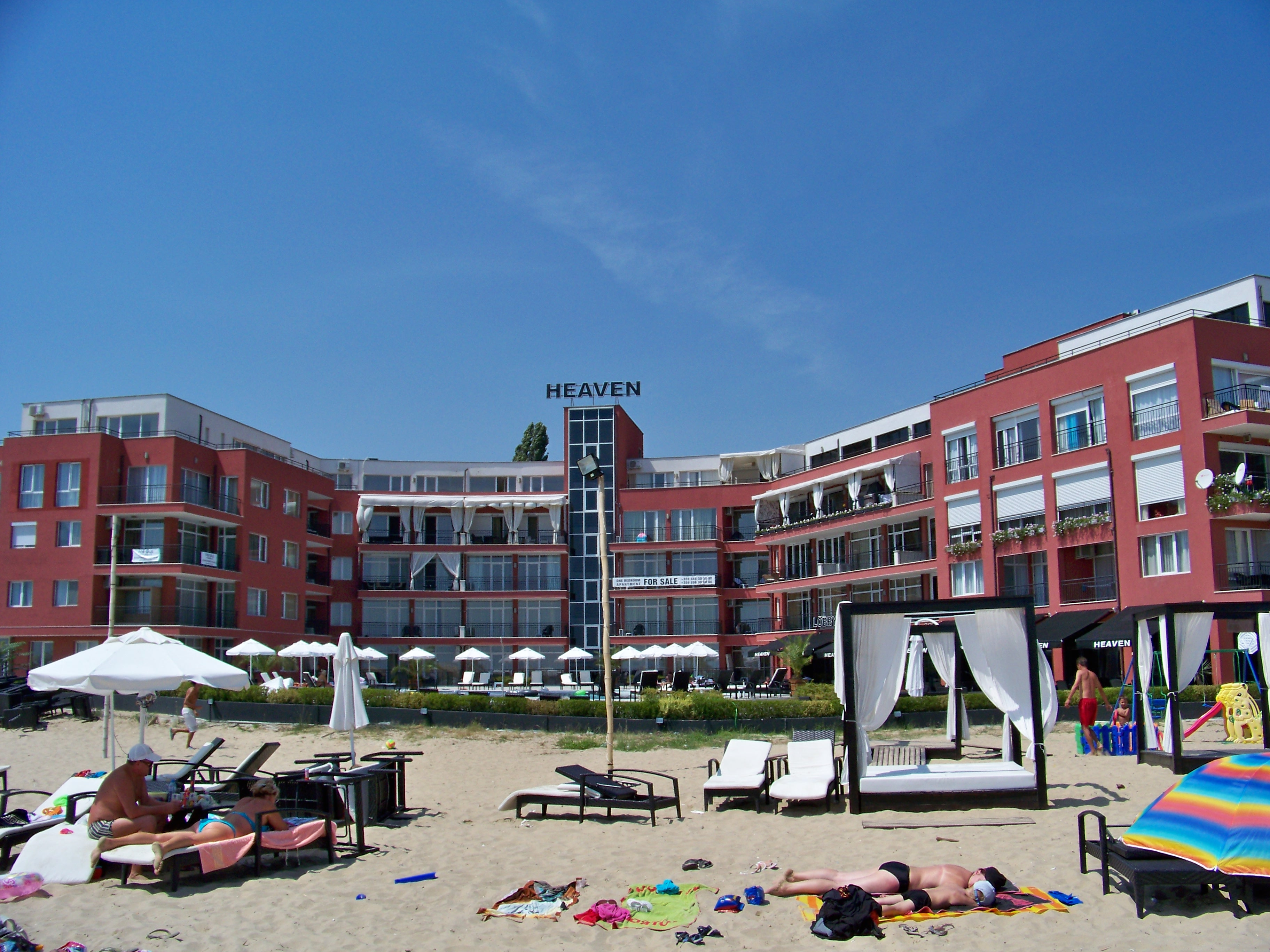